# Europe du Sud-Est

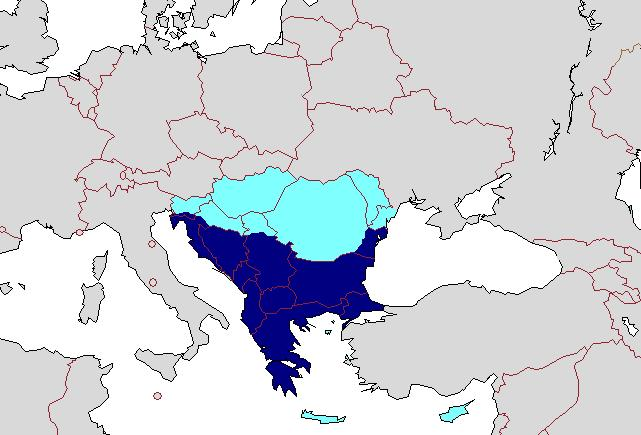
Les Balkans
États considérés comme étant en Europe du Sud-Est

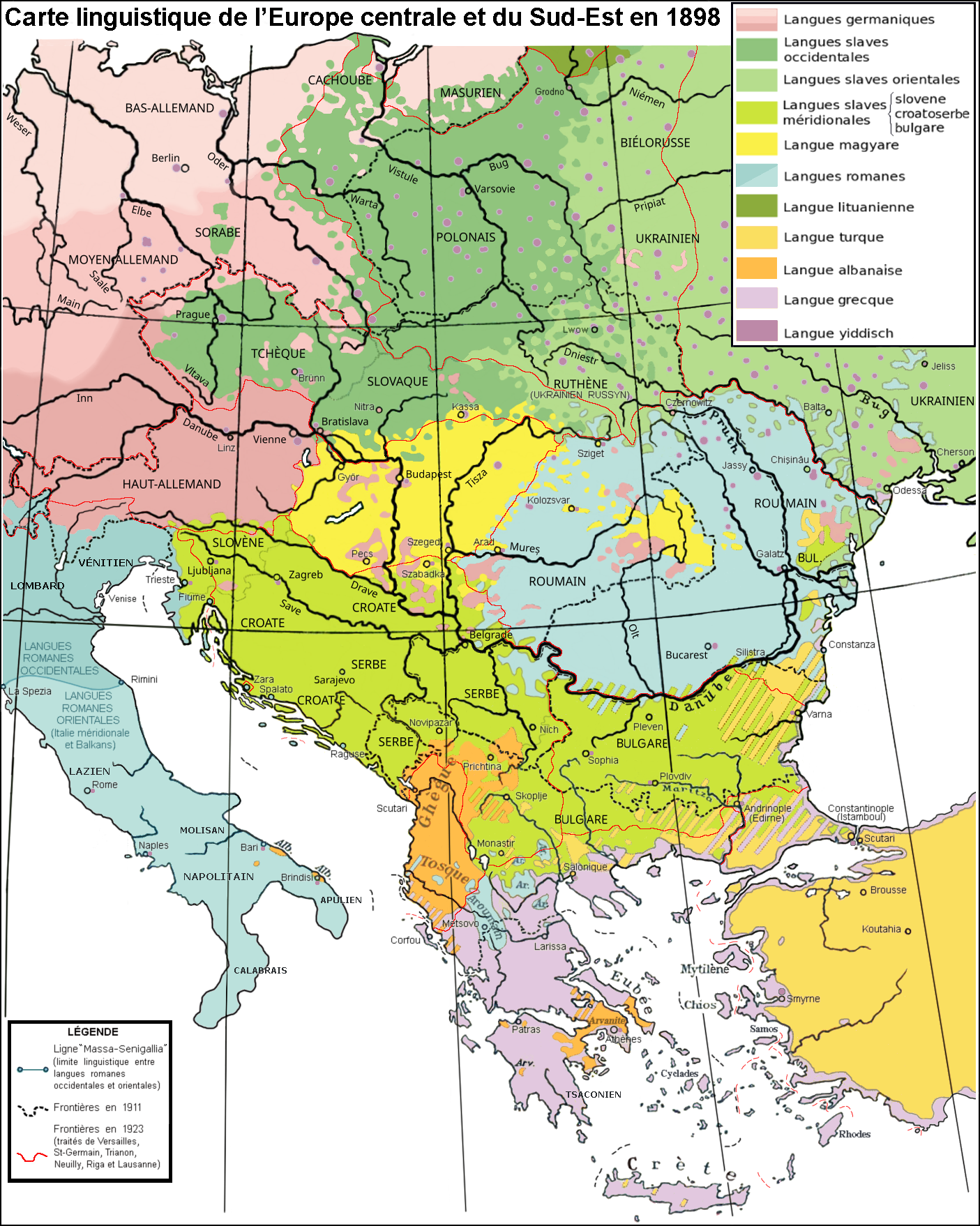
Les langues de l'Europe du Sud-Est en 1898 : chaque couleur représente la majorité des locuteurs d'une région donnée, nonobstant les religions ou les identités historiques.

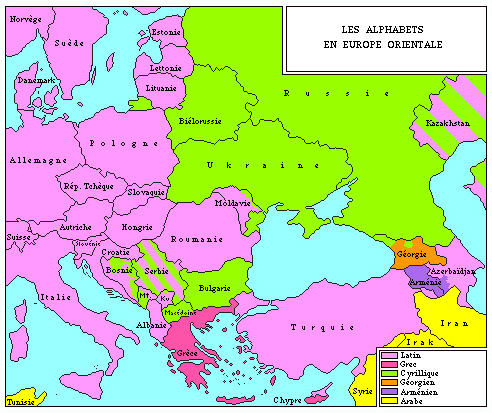
Les alphabets en Europe du Sud-Est.

L'Europe du Sud-Est est une expression qui a deux sens :
- un sens large plus ancien, dû aux géographes allemands et austro-hongrois, pour désigner la région bas-danubienne et balkanique[1], soit les Balkans, la Hongrie, la Roumanie et la Moldavie, région parfois élargie à l'Autriche et à la Slovaquie ; la première utilisation connue du terme « Europe du Sud-Est » est due à un chercheur autrichien, Johann Georg von Hahn (1811-1869) ;
- un sens limité plus récent, pour se substituer au terme « Balkans », sens proposé par des géographes anglo-saxons en raison de la connotation négative, dans les langues occidentales, du terme Balkans[2] : par exemple, une initiative de l'Union européenne de 1999 concernant les Balkans est appelée pacte de stabilité pour l'Europe du Sud-Est[3], et le journal en ligne Balkans Times s'est lui-même rebaptisé Southeast European Times en 2003[4].

## Définition
En raison de l'apparition du sens restreint du terme, il n'y a plus actuellement de définition géographique ou historique universellement acceptée pour « Europe du Sud-Est », contrairement à ce qui se passe pour les définitions de l'Organisation des Nations unies de l'Europe de l'Est, de l'Europe de l'Ouest, de l'Europe du Sud et de l'Europe du Nord.
Par exemple, les géographes roumanophones de Roumanie et de Moldavie, arguant de l'origine et de l'histoire commune jusqu'en 1812, y incluent systématiquement leurs deux pays ; les géographes occidentaux et slaves, en revanche, en excluent la Moldavie et souvent aussi la Roumanie, la première en raison de son appartenance à la sphère d'influence russe de 1812 à 1918, de 1940 à 1941 et depuis 1944, la seconde parce que seuls 10 % de son territoire (la Dobrogée du Nord) appartiennent aux Balkans, or ces géographes veulent limiter l'Europe du Sud-Est aux Balkans.

### Pays généralement inclus
- Albanie ;
- Bosnie-Herzégovine ;
- Bulgarie ;
- Croatie ;
- Grèce ;
- Kosovo ;
- Macédoine du Nord ;
- Monténégro ;
- Serbie ;
- Slovénie ;
- Turquie (tout au moins la Thrace turque et quelques îles telles Gökçeada et Bozcaada).

### Autres pays parfois inclus
- Autriche (contexte austro-hongrois) ;
- Chypre (au sens de l'Europe politique) ;
- Hongrie (contexte austro-hongrois et ottoman) ;
- Moldavie ;
- Roumanie ;
- Slovaquie (contexte austro-hongrois).